# Kabinett Plenković I
Das Kabinett Plenković I bildete vom 19. Oktober 2016 bis 23. Juli 2020 die Regierung von Kroatien.

## Mitglieder
| Amt                                                                    | Foto | Name                    | Amtszeit                             |
| ---------------------------------------------------------------------- | ---- | ----------------------- | ------------------------------------ |
| Premierminister                                                        |      | Andrej Plenković        | 19. Oktober 2016 bis 23. Juli 2020   |
| stellvertretende Premierminister                                       |      | Damir Krstičević        | 19. Oktober 2016 bis 23. Juli 2020   |
| stellvertretende Premierminister                                       |      | Ivan Kovačić            | 19. Oktober 2016 bis 28. April 2017  |
| stellvertretende Premierminister                                       |      | Davor Ivo Stier         | 19. Oktober 2016 bis 19. Juni 2017   |
| stellvertretende Premierminister                                       |      | Predrag Štromar         | 9. Juni 2017 bis 23. Juli 2020       |
| stellvertretende Premierminister                                       |      | Zdravko Marić           | 19. Juli 2019 bis 23. Juli 2020      |
| stellvertretende Premierminister                                       |      | Davor Božinović         | 19. Juli 2019 bis 23. Juli 2020      |
| Innenminister                                                          |      | Vlaho Orepić            | 19. Oktober 2016 bis 27. April 2017  |
| Innenminister                                                          |      | Davor Božinović         | 9. Juni 2017 bis 23. Juli 2020       |
| Verteidigungsminister                                                  |      | Damir Krstičević        | 19. Oktober 2016 bis 23. Juli 2020   |
| Finanzminister                                                         |      | Zdravko Marić           | 19. Oktober 2016 bis 23. Juli 2020   |
| Minister für Bauwesen und Raumordnung                                  |      | Lovro Kuščević          | 19. Oktober 2016 bis 9. Juni 2017    |
| Minister für Bauwesen und Raumordnung                                  |      | Predrag Štromar         | 9. Juni 2017 bis 23. Juli 2020       |
| Landwirtschaftsminister/in                                             |      | Tomislav Tolušić        | 19. Oktober 2016 bis 17. Juli 2019   |
| Landwirtschaftsminister/in                                             |      | Marija Vučković         | 22. Juli 2019 bis 23. Juli 2020      |
| Minister/in für Auswärtige Angelegenheiten und Europäische Integration |      | Davor Ivo Stier         | 19. Oktober 2016 bis 19. Juni 2017   |
| Minister/in für Auswärtige Angelegenheiten und Europäische Integration |      | Marija Pejčinović Burić | 19. Juni 2017 bis 17. Juli 2019      |
| Minister/in für Auswärtige Angelegenheiten und Europäische Integration |      | Gordan Grlić Radman     | 22. Juli 2019 bis 23. Juli 2020      |
| Minister für öffentliche Verwaltung                                    |      | Ivan Kovačić            | 19. Oktober 2016 bis 28. April 2017  |
| Minister für öffentliche Verwaltung                                    |      | Lovro Kuščević          | 9. Juni 2017 bis 8. Juli 2019        |
| Minister für öffentliche Verwaltung                                    |      | Ivan Malenica           | 22. Juli 2019 bis 23. Juli 2020      |
| Justizminister                                                         |      | Ante Šprlje             | 19. Oktober 2016 bis 27. April 2017  |
| Justizminister                                                         |      | Dražen Bošnjaković      | 9. Juni 2017 bis 23. Juli 2020       |
| Minister/in für Wirtschaft, Unternehmertum und Handwerk                |      | Martina Dalić           | 19. Oktober 2016 bis 14. Mai 2018    |
| Minister/in für Wirtschaft, Unternehmertum und Handwerk                |      | Darko Horvat            | 25. Mai 2018 bis 23. Juli 2020       |
| Minister/in für regionale Entwicklung und EU-Mittel                    |      | Gabrijela Žalac         | 19. Oktober 2016 bis 17. Juli 2019   |
| Minister/in für regionale Entwicklung und EU-Mittel                    |      | Marko Pavić             | 22. Juli 2019 bis 23. Juli 2020      |
| Minister für Umweltschutz und Energie                                  |      | Slaven Dobrović         | 19. Oktober 2016 bis 27. April 2017  |
| Minister für Umweltschutz und Energie                                  |      | Tomislav Ćorić          | 9. Juni 2017 bis 23. Juli 2020       |
| Minister für maritime Angelegenheiten, Verkehr und Infrastruktur       |      | Oleg Butković           | 19. Oktober 2016 bis 23. Juli 2020   |
| Minister für Arbeit und Rente                                          |      | Tomislav Ćorić          | 19. Oktober 2016 bis 9. Juni 2017    |
| Minister für Arbeit und Rente                                          |      | Marko Pavić             | 9. Juni 2017 bis 17. Juli 2019       |
| Minister für Arbeit und Rente                                          |      | Josip Aladrović         | 22. Juli 2019 bis 23. Juli 2020      |
| Gesundheitsminister                                                    |      | Milan Kujundžić         | 19. Oktober 2016 bis 28. Januar 2020 |
| Gesundheitsminister                                                    |      | Vili Beroš              | 31. Januar 2020 bis 23. Juli 2020    |
| Ministerin für Demografie, Familie, Jugend und Sozialpolitik           |      | Nada Murganić           | 19. Oktober 2016 bis 17. Juli 2019   |
| Ministerin für Demografie, Familie, Jugend und Sozialpolitik           |      | Vesna Bedeković         | 22. Juli 2019 bis 23. Juli 2020      |
| Minister für Veteranenangelegenheiten                                  |      | Tomo Medved             | 19. Oktober 2016 bis 23. Juli 2020   |
| Minister/in für Bildung und Wissenschaft                               |      | Pavo Barišić            | 19. Oktober 2016 bis 9. Juni 2017    |
| Minister/in für Bildung und Wissenschaft                               |      | Blaženka Divjak         | 9. Juni 2017 bis 23. Juli 2020       |
| Kulturministerin                                                       |      | Nina Obuljen Koržinek   | 19. Oktober 2016 bis 23. Juli 2020   |
| Tourismusminister                                                      |      | Gari Cappelli           | 19. Oktober 2016 bis 23. Juli 2020   |
| Minister für Staatseigentum                                            |      | Goran Marić             | 15. November 2016 bis 15. Juli 2019  |
| Minister für Staatseigentum                                            |      | Mario Banožić           | 22. Juli 2019 bis 23. Juli 2020      |